# Camp Hill (Pennsylvania)
Camp Hill borough az USA Pennsylvania államában, Cumberland megyében. Lakosainak száma 8130 fő (2020. április 1.).

## Népesség
A település népességének változása:
| Lakosok száma | 467  | 7888 | 8130 |
|               | 1880 | 2010 | 2020 |